# Sabor à Prova
Sabor à Prova es un programa de talentos culinarios de la televisión brasileña producido y transmitido por el afiliado de RecordTV, TV MS de este 21 de junio de 2021. Presentado por Felipe Todesco, Habiendo completado su primera temporada el 17 de agosto de 2021.

## Presentación
- Felipe Todesco (2021-)[4]

## Espinosis
- Original: Prepare-se para uma competição gastronômica cheia de emoção, sabor e muitos desafios. Os chefs precisam suar a camisa para preparar os melhores pratos da culinária sul-mato-grossense.

- Español: Prepárate para una competición gastronómica llena de emoción, sabor y muchos retos. Los chefs necesitan sudar sus camisas para preparar los mejores platos de la cocina de Mato Grosso do Sul.

## Emitir

### 1° temporada
- Iasmin Albuquerque (Ganador)
- Yuri Murakami
- Vinícius Teles
- Gabriel Cristóforo
- Carolina Maia
- Caco Barros
- Isadora Costa
- Isabela Pauluzi